# Baricentre
|  | Aquest article tracta sobre baricentre d'un triangle. Si cerqueu baricentre (centre de masses), vegeu «Centre de massa». |

El baricentre o centroide d'un triangle és el punt que es troba a la intersecció de les mitjanes, línies que uneixen els vèrtexs i el punt mitjà del costat oposat. Agafant una d'aquestes línies, el baricentre es troba a 2/3 de distància del vèrtex i 1/3 del costat oposat. El baricentre és un punt notable.
Si els vèrtexs del triangle són {\displaystyle L=(x_{L},y_{L}),} {\displaystyle M=(x_{M},y_{M}),} and {\displaystyle N=(x_{N},y_{N}),} el baricentre C es defineix com a 
{\displaystyle C={\frac {1}{3}}(L+M+N)=\left({\frac {1}{3}}(x_{L}+x_{M}+x_{N}),\;\;{\frac {1}{3}}(y_{L}+y_{M}+y_{N})\right).}
El baricentre coincideix amb la noció física de centre de massa
- El baricentre d'{A, B} és el centre de massa del segment [A;B], o sigui d'una barra d'extrems A i B, de massa uniformement distribuïda.
- El baricentre d'{A, B, C} és el centre de gravetat del triangle ABC, suposant-li una densitat superficial uniforme (per exemple si tallem un triangle de cartró. Correspon al punt on es tallen les mitjanes. El triangle es mantindrà en equilibri (inestable) a la punta d'un llapis o d'un compàs, si aquest està situat just sota del centre de massa. El baricentre d'un triangle té, a més la propietat de pertànyer a la recta d'Euler.
- El baricentre de quatre punts {A, B, C, D} de l'espai és el centre de gravetat del tetraedre, suposant-li una densitat volúmica uniforme. Correspon al punt on es tallen els segments que uneixen cada vèrtex amb l'isobaricentre de la cara oposada.

Es pot generalitzar l'anterior en qualsevol situació.
La coincidència del baricentre i el centre de gravetat permet localitzar el primer d'una forma senzilla. Si agafem el tros de cartró abans comentat i l'aguantem verticalment des de qualsevol dels seus punts, girarà fins que el centre de gravetat (baricentre) se situï justament en la vertical del punt de subjecció; marcant aquesta vertical sobre el cartró i repetint el procés aguantant des d'un segon punt, trobarem el baricentre en el punt d'intersecció.

## Propietatstopològiques
El baricentre G d'(A, a) i (B, b) amb a i b qualssevol, està ubicada en la recta (AB). Si a i b són ambdós positius, G pertany al segment [A,B]. En aquest cas els coeficients a i b es poden llegir en el gràfic. Per exemple:
{\displaystyle {\overrightarrow {AG\,}}={5 \over 7}\,{\overrightarrow {GB\,}}\quad \Leftrightarrow \quad 7\,{\overrightarrow {AG\,}}=5\,{\overrightarrow {GB\,}}\quad \Leftrightarrow \quad 7\,{\overrightarrow {GA\,}}+5\,{\overrightarrow {GB\,}}={\vec {0}}}
I per tant G = bar { (A, 7), (B, 5) }. És suficient doncs permutar les longituds del gràfic per obtenir les masses dels punts.
El baricentre G de tres punts de l'espai (A, a), (B, b) i (C, c) amb a i b qualssevol està ubicat en el pla (ABC). Si són tots positius, G pertany al triangle ABC.
Per descomptat, aquestes propietats es generalitzen en totes les dimensions.

## Propietatsalgebraiques
- Homogeneïtat: no canvia el baricentre si es multiplica totes les masses per un mateix factor k ≠ 0.

formalment: bar { (A1, m1), ..., (An, mn) } = bar { (A1, km1), ..., (An, kmn) }.
- Associativitat: el baricentre es pot calcular reagrupant punts, és a dir, introduint baricentres parcials.

Per exemple, si D = bar {(A, a), (B, b)} (amb a + b ≠ 0) llavors bar {(A, a), (B, b), (C, c)} = bar {(D,a + b), (C, c)} (a + b + c ≠ 0)
Exemple de demostració: Considerem de nou el centre de massa d'un triangle ABC. anomenem I el centre del segment [B,C]. Llavors I = bar { (B, 1), (C, 1)}. Després G = bar {(A, 1), (B, 1), (C, 1)} = bar {(A, 1), (I, 2)}, el que significa que G està al segment [A,I], a un terç del camí a partir d'I.
El baricentre es pot definir en matemàtiques amb coeficients negatius. Com que no existeixen masses negatives, qui significat físic es pot atribuir a aquests càlculs?. Heus aquí un exemple molt senzill: en un full de cartró, retallem una mitja lluna com mostra la figura següent, constituït d'un cercle en el qual hem tret un altre cercle de radi dos cops menor. Ens preguntem quin és el centre de massa del creixent.
El càlcul resulta molt simplificat si considerem la mitja lluna com una juxtaposició de dos discs, un gran amb massa positiva, i l'altre, petit, amb massa negativa. Les masses són proporcionals a les àrees (densitat uniforme), el que dona una massa de 4 pel primer disc, i de -1 pel segon. Llavors G = bar {(A, -1), (B, 4)}.

## Càlcul geomètric del baricentre
El càlcul geomètric (amb regle i compàs) del baricentre d'una manera ràpida d'un polígon (regular o irregular), es pot realitzar així:
Si tenim un polígon d'un vèrtex:
- Descomponem el polígon en triangles i quadrilàters disjunts (que no tinguin vèrtex en comú)
- Calculam els baricentres d'aquests triangles i quadrilàters, i formar el polígon corresponent.
- Tornam al primer pas

Es pot demostrar que aquest algorisme té ordre logarítmic.